# جيمس أ. بلاك
جيمس أ. بلاك هو سياسي أمريكي، ولد في 1793 في Ninety-Six District, South Carolina ‏ في الولايات المتحدة، وتوفي في 3 أبريل 1848 في واشنطن العاصمة في الولايات المتحدة. نشط حزبياً في الحزب الديمقراطي. وقد انتخب عضو مجلس نواب كارولاينا الجنوبية ‏ وانتخب عضو مجلس النواب الأمريكي.